# You Can Dance
You Can Dance ist ein Remixalbum der US-amerikanischen Künstlerin Madonna aus dem Jahr 1987.

## Entstehung und Veröffentlichung
Bei You Can Dance handelt es sich um ein Remixalbum, mit Remixaufnahmen zu bereits veröffentlichten Liedern beziehungsweise überwiegend zu regional veröffentlichten Singleauskopplungen; es beinhaltet einen neuen Titel sowie unter anderem ein Remix von Shep Pettibone. Insgesamt unterscheiden sich die neuen Versionen jedoch nur unwesentlich von den Originalen; es sind vielmehr Extended Versions, wie sie in den 1980er Jahren populär waren und die Songs größtenteils nur um clubtauglichere Beats erweiterten und um instrumentale Teile verlängerten – auch um den DJs mehr Zeit zu geben, sie in den nächsten Song zu mixen. Dieses Konzept war vor allem im Albumformat zu diesem Zeitpunkt in den 1980er Jahren noch recht neu. Janet Jackson hatte wenige Monate zuvor ihr Remix-Album Control: The Remixes veröffentlicht, und Madonna präsentierte diese neue Albumform noch ausgefeilter: Die einzelnen Tracks wurden nicht nur neu remixt, sondern gingen als ein langer Megamix ineinander über – etwas, was Madonna 2005 mit ihrem Dance-Album Confessions on a Dance Floor erfolgreich wiederholte. Madonna hatte zum einen auch keine Zeit für neue Aufnahmen, da sie sich auf ihrer Who’s That Girl – World Tour befand und im Anschluss für das Broadwaystück Speed the Plow gebucht war. Zum anderen war das Album You Can Dance ursprünglich bereits für eine Veröffentlichung 1986 vorgesehen, doch es wurde für die Promotion des Albums True Blue verschoben.
Die Erstveröffentlichung von You Can Dance erfolgte am 13. November 1987 bei Sire Records. Das Album erschien in seiner Originalausführung als LP mit sieben Titeln (Katalognummer: 9 25535-1). Daraus entstammen drei Lieder im Original aus Madonna (Juli 1983), zwei aus Like a Virgin (November 1984) sowie einer aus True Blue (Juni 1986), dazu kommt der neue Titel Spotlight. Gleichzeitig erschien eine CD-Ausführung mit drei Bonustiteln, die zusätzliche Dubversionen zu bereits auf der Standardversion beinhalteten Lieder enthält (Katalognummer: 9 25535-2).
Der einzige neue Track auf dem Album, Spotlight, hatte es nicht auf das letzte Album True Blue geschafft, da er zu sehr an Holiday erinnerte. Aus diesem Grund wurde eine internationale Singleveröffentlichung verworfen – Spotlight erschien nur in Japan und schaffte dort einen dritten Platz in den Charts der internationalen Titel sowie Platz 68 der Oricon-Charts. Für DJs wurde das Album als 3-Vinyl-Set veröffentlicht, was es ermöglichte in den Clubs verschiedene Songs des Albums hintereinander zu spielen, ohne das Album zweimal kaufen zu müssen. So konnte es sich auch an der Spitze der US-Clubcharts platzieren.
Der Albumtitel You Can Dance entstammt dem Madonna-Song Into the Groove, einem ihrer populärsten Dancetitel. Der enthaltene Remix von Shep Pettibone ist die Version, die Madonna seitdem bei Liveauftritten verwendet; zuletzt 2004 auf der Re-Invention Tour. Das Album versammelt die Titel aus Madonnas Anfängen, die in Diskotheken am populärsten liefen und auch textlich Party, Tanz und Bewegung in den Vordergrund stellen, weshalb vom Album True Blue auch nur Where’s the Party verwendet wurde. Bevorzugt wurden stattdessen ältere Titel wie Physical Attraction oder Madonnas erste Single Everybody.
Das Album verkaufte sich über fünf Millionen Mal und ist damit noch heute eines der meistverkauften Remix-Alben. Für das Cover wurde ein Outtake der La-Isla-Bonita-Photosession von Herb Ritts verwendet. Das Magazin Classic Pop setzte es auf Platz zwei einer Liste der Top-20-Remixalben und bezeichnete es als „groundbreaking“.

## Titelliste
1. Spotlight – 6:24
2. Holiday – 6:32 (Originalalbum: Madonna)
3. Everybody – 6:43 (Originalalbum: Madonna)
4. Physical Attraction – 6:20 (Originalalbum: Madonna)
5. Over and Over – 7:11 (Originalalbum: Like a Virgin)
6. Into the Groove – 8:26 (Originalalbum: Like a Virgin)
7. Where’s the Party – 7:16 (Originalalbum: True Blue)

Bonustitel (CD)
1. Holiday (Dub Version) – 6:56
2. Into the Groove (Dub Version) – 6:23
3. Where’s the Party (Dub Version) – 6:21

## Kommerzieller Erfolg

### Chartplatzierungen
| ChartsChartplatzierungen       | Höchstplatzierung | Wochen/ Monate |
| ------------------------------ | ----------------- | -------------- |
| Deutschland (GfK)              | 13 (14 Wo.)       | 14 Wo.         |
| Österreich (Ö3)                | 13 (1 Mt.)        | 1 Mt.          |
| Schweiz (IFPI)                 | 11 (9 Wo.)        | 9 Wo.          |
| Vereinigte Staaten (Billboard) | 14 (22 Wo.)       | 22 Wo.         |
| Vereinigtes Königreich (OCC)   | 5 (18 Wo.)        | 18 Wo.         |

### Auszeichnungen für Musikverkäufe
| Land/Region                  | Auszeichnungen für Musikverkäufe (Land/Region, Auszeichnung, Verkäufe) | Verkäufe  |
| ---------------------------- | ---------------------------------------------------------------------- | --------- |
| Argentinien (CAPIF)          | Gold                                                                   | 20.000    |
| Australien (ARIA)            | Platin                                                                 | 70.000    |
| Brasilien (PMB)              | Gold                                                                   | 100.000   |
| Deutschland (BVMI)           | Gold                                                                   | 250.000   |
| Frankreich (SNEP)            | Platin                                                                 | 300.000   |
| Hongkong (IFPI/HKRIA)        | Platin                                                                 | 20.000    |
| Neuseeland (RMNZ)            | Platin                                                                 | 20.000    |
| Niederlande (NVPI)           | Gold                                                                   | 50.000    |
| Portugal (AFP)               | Gold                                                                   | 20.000    |
| Schweden (IFPI)              | Gold                                                                   | 50.000    |
| Schweiz (IFPI)               | Gold                                                                   | 25.000    |
| Spanien (Promusicae)         | Gold                                                                   | 50.000    |
| Vereinigte Staaten (RIAA)    | Platin                                                                 | 1.000.000 |
| Vereinigtes Königreich (BPI) | Platin                                                                 | 300.000   |
| Insgesamt                    | 8× Gold · 6× Platin ·                                                  | 1.275.000 |

Hauptartikel: Madonna (Künstlerin)/Auszeichnungen für Musikverkäufe